# HD209970
HD209970 — хімічно пекулярна зоря спектрального класу F0, що має видиму зоряну величину в смузі V приблизно  7,3.
Вона  розташована на відстані близько 264,1 світлових років від Сонця.